# Саммітвілл (Огайо)
Саммітвілл (англ. Summitville) — селище (англ. village) в США, в окрузі Коламбіана штату Огайо. Населення — 110 осіб (2020).

## Географія
Саммітвілл розташований за координатами 40°40′19″ пн. ш. 80°53′22″ зх. д. / 40.67194° пн. ш. 80.88944° зх. д. (40.671828, -80.889549).  За даними Бюро перепису населення США в 2010 році селище мало площу 2,46 км², з яких 2,39 км² — суходіл та 0,07 км² — водойми.

## Демографія
Згідно з переписом 2010 року, у селищі мешкало 135 осіб у 51 домогосподарстві у складі 39 родин. Густота населення становила 55 осіб/км².  Було 55 помешкань (22/км²).
Расовий склад населення:
| - 95,6 % — білих - 0,7 % — чорних або афроамериканців |

До двох чи більше рас належало 3,7 %. Частка іспаномовних становила 4,4 % від усіх жителів.
За віковим діапазоном населення розподілялося таким чином: 25,9 % — особи молодші 18 років, 54,8 % — особи у віці 18—64 років, 19,3 % — особи у віці 65 років та старші. Медіана віку мешканця становила 38,2 року. На 100 осіб жіночої статі у селищі припадало 101,5 чоловіків;  на 100 жінок у віці від 18 років та старших — 85,2 чоловіків також старших 18 років.
Середній дохід на одне домашнє господарство  становив 56 313 долари США (медіана — 51 250), а середній дохід на одну сім'ю — 56 839 доларів (медіана — 53 750). 
Цивільне працевлаштоване населення становило 52 особи. Основні галузі зайнятості: науковці, спеціалісти, менеджери — 23,1 %, виробництво — 19,2 %, освіта, охорона здоров'я та соціальна допомога — 17,3 %.